# ヴァレンティン・グルシュコ

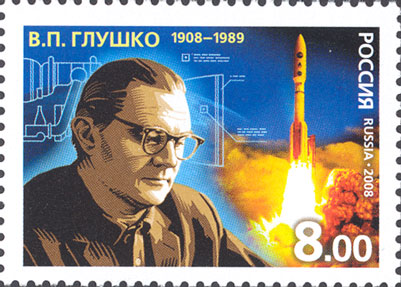
グルシュコ生誕100周年の記念切手

ヴァレンティン・ペトローヴィチ・グルシュコ（ヴァレントィーン・ペトローヴィチ・フルシュコー；ウクライナ語:Валентин Петрович Глушкоヴァレントィーン・ペトローヴィチュ・フルシュコー；ヴァレンチーン・ペトローヴィチ・グルシュコー；ロシア語:Валентин Петрович Глушкоヴァレンチーン・ピトローヴィチュ・グルシュコー、1908年9月2日オデッサ - 1989年1月10日モスクワ）は、ソビエト連邦のウクライナ人のエンジニアである。

## 概要
セルゲイ・コロリョフ、ウラジミール・チェロメイと共に米ソ宇宙競争において宇宙船とロケットに関するソ連邦最高設計者の一人であり、OKB-456（第456設計局、現 NPOエネゴマシュ）を統括した。
1938年、ソ連は大粛清の最中にあった。多くの人間が「反体制派」の嫌疑をかけられていく中、逮捕されたグルシュコは7月22日、当時設立されていたジェット推力研究所の所長であり、同僚・友人でもあったセルゲイ・コロリョフを国家資源浪費の嫌疑でソ連内務人民委員部 (NKVD) に告発した。
この結果、コロリョフは、他の研究所メンバーと共に懲役10年の刑を受けてシベリアのコルィマ鉱山（金鉱）にある強制収容所に送られる事となった。グルシュコ自身も8年の刑を受け、科学者刑務所（シャラーシカ、Sharashka、Шарашка）に収容された。
コロリョフの補足事項として、刑期はその後減刑され、更に途中で免除となる。その後、虚偽の告発が発覚し、逮捕と裁判も不当であった事が認められ、名誉回復が行われている。
コロリョフは、宇宙開発に関する数々の功績により、死後、国葬が営まれた。
コロリョフは、自分を陥れ、家族と引き離した張本人がグルシュコであった事を後に知ることになった。そのためグルシュコは、コロリョフに大いに怨まれる事となった。
一方、グルシュコも、要のエンジンを自分が開発し、コロリョフとの合作とも言えるR-7ロケットを巡っては、ほとんど一方的にソ連政府や共産党から賞賛を受けるコロリョフに対し、その実力を認めつつも、技術者としての不公平な扱いに不満を抱いていた。
その後も、コロリョフによる自分の専門分野であるロケットエンジンの技術に対する干渉に加え、N-1ロケットに使用する推進剤を巡っては、大推力エンジンを実現する為の確実な方法として提案したヒドラジン系のエンジンを、化学的には優れているが、比推力がケロシン系に劣ることや、人体への安全性の危惧から、ケロシン系のエンジンに拘るコロリョフは、頑として認めようとしなかった。
これ等の確執から、生涯二人は互いに謝り合う事も許し合う事も出来ず、不仲なままであったという。
1974年、グルシュコは、N-1ロケットの打ち上げ失敗を重ねたヴァシーリー・ミシンの後任として、「NPOエネルギア」と改称された第１設計局（OKB-1 現 S.P.コロリョフ ロケット&スペース コーポレーション エネルギア）の総帥となり、1989年に死去するまでソ連の宇宙開発に関与し続けた。

## 資料
- Hanford, James, Korolev: How One Man Mastermined the Soviet Drive to Beat America to the Moon, 1997, John Wiley & Sons, ISBN 0-471-14853-9.

## 備忘
- テレビシリーズ『Space Race』(邦題)『宇宙へ 〜冷戦と二人の天才〜』においてはラヴィル・イシヤノフが日和見で狡猾なパーソナリティに設定されたグルシュコの役を演じた。